# Древоточцы

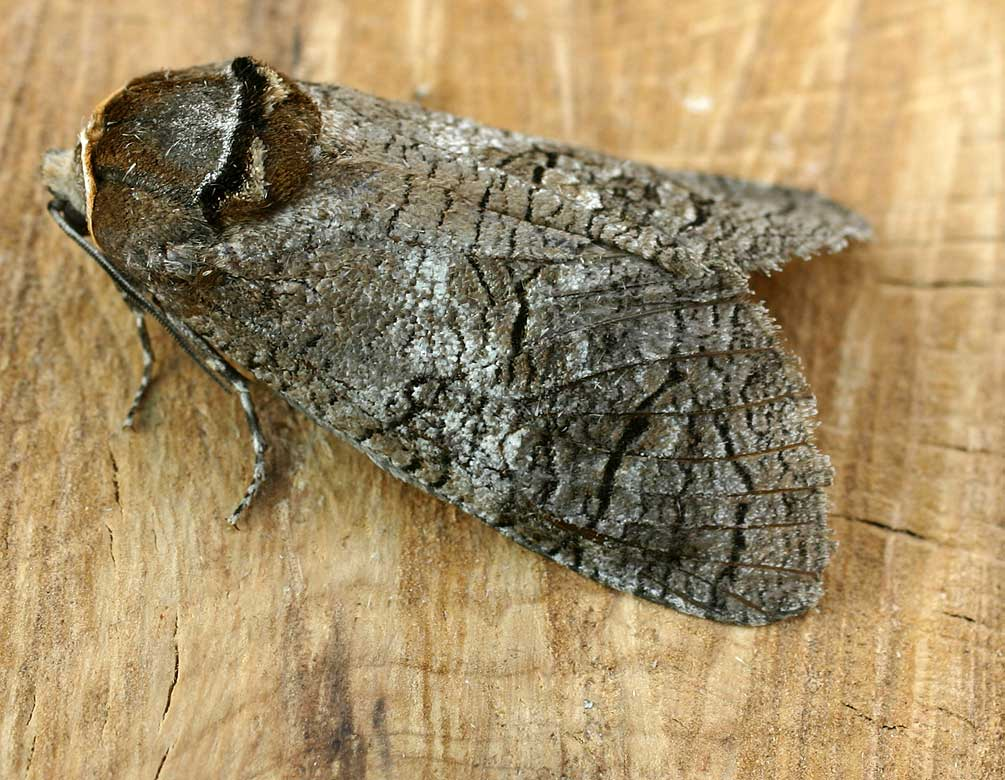
Древоточец пахучий Cossus cossus, бабочка

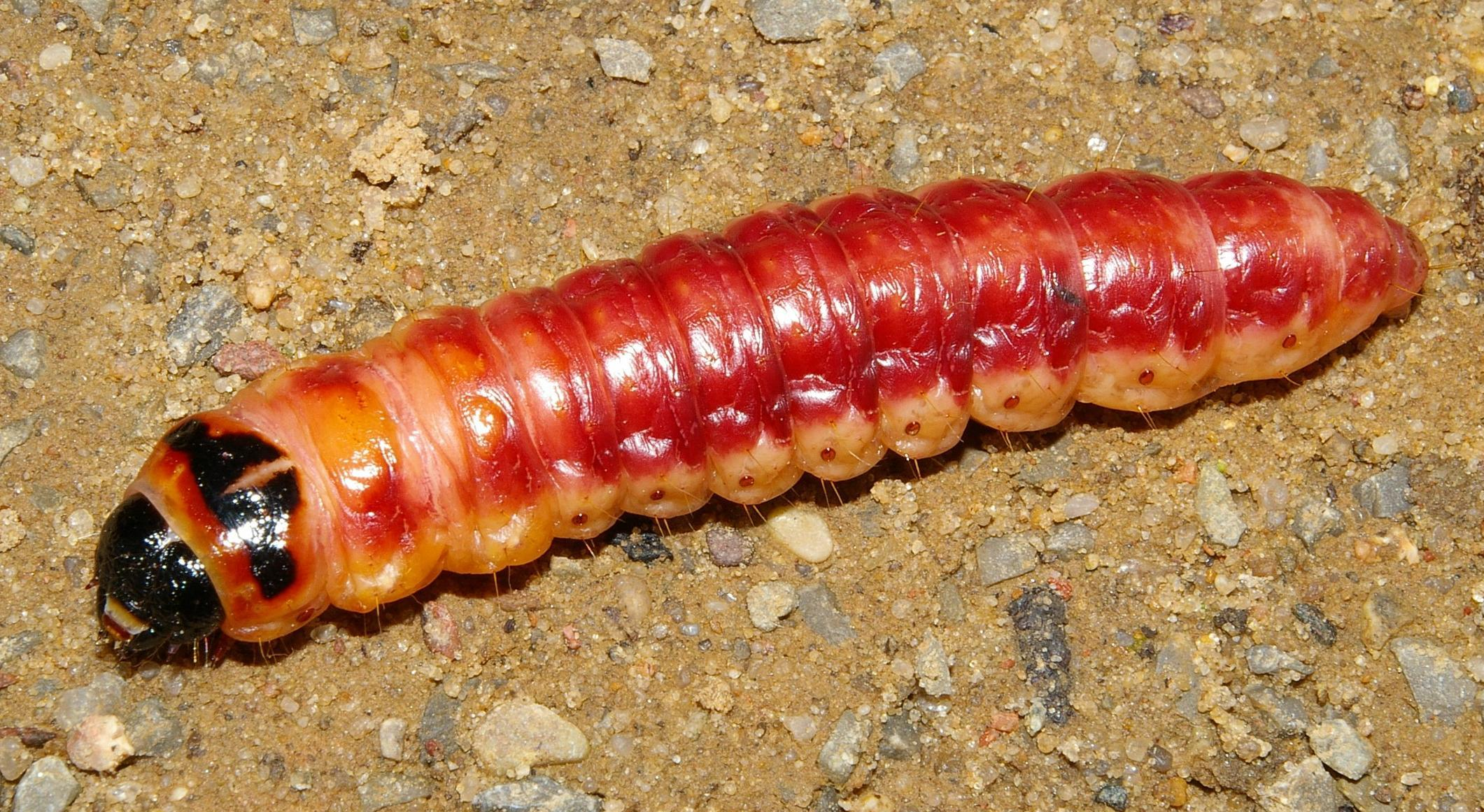
Древоточец пахучий Cossus cossus, гусеница

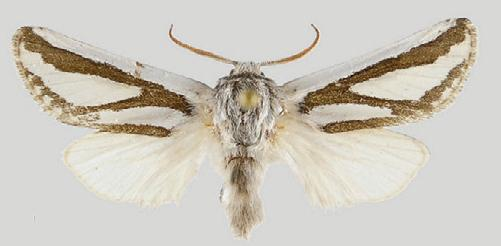
Mormogystia brandstetteri

Древото́чцы (лат. Cossidae) — семейство ночных бабочек.

## Описание
Бабочки от средних до очень крупных размеров (в России от 13 до 100 мм в размахе крыльев, в Австралии до 220 мм — у Endoxyla cinereus). Жилкование крыльев примитивное. Окраска разнообразная, преимущественно буроватая или серая с сетчатым рисунком из мелких пятен и чёрточек. Хоботок короткий — ротовой аппарат недоразвит. Имаго не питаются и живут за счёт запаса питательных веществ, накопленных в стадии гусеницы. Активны в сумерках и ночью.
Гусеницы довольно крупные с несколько уплощённой головой и хорошо развитым ротовым аппаратом, голые, мясистые, белой, жёлтой или красной окраски. Имеется сильно склеротизированый щиток на переднеспинке и слабозаметный щиток на конце брюшка. Гусеницы — ксилофаги, ведут скрытый образ жизни, прогрызают ходы в стволах древесных растений или в побегах и корнях травянистых растений. Развитие длится 2–3 года. Зимует гусеница в рыхлом коконе. После зимовки окукливается. Стадия куколки продолжается 3–6 недель.

## Ареал
Широко распространенная группа чешуекрылых насекомых. Распространены повсеместно, но преобладают в тропиках Азии и Африки. Мировая фауна насчитывала на 2011 год — 971 вид, относящихся к 151 роду. В Палеарктике данное семейство на 2011 год было представлено 267 видами.

## Экономическое значение
В России хозяйственное значение имеют несколько видов: древесница въедливая (Zeuzera pyrina L.), повреждающая древесину плодовых деревьев; камышовый сверлило (Phragmataecia castaneae Hbn.), гусеницы которого развиваются в корнях и стеблях тростника; точило луковый серый (Dyspessa ulula Borkh.), гусеницы которого поражают корни и луковицы чеснока; древоточец пахучий, или ивовый (Cossus cossus L.) и древоточец осиновый (Acossus terebra Den. et Schiff.). Крупные гусеницы многих австралийских древоточцев широко употребляются в пищу австралийскими аборигенами в сыром и обжаренном виде.

## Классификация
Семейство делится на 6–7 подсемейств. Иногда в него включались семейства Dudgeoneidae, Metarbelidae и Ratardidae (Cossoidea). В 2009 году было описано новое подсемейство: Catoptinae Yakovlev, 2009.
Подсемейство Catoptinae
- Catopta
- Chiangmaiana (=Nirvana, = Nirrvanna, Chiangmaiana buddhi)

Подсемейство Cossinae
- Groenendaelini
  - Groenendaelia
  - Miacora
- Holcocerini
  - Afrikanetz — Barchaniella — Cryptoholcocerus — Deserticossus — Franzdanielia — Holcocerus — Plyustchiella — Streltzoviella — Yakudza[6]
- Zeuzerocossini
  - Zeuzerocossus[7]

Подсемейство Cossulinae
- Cossus
- Biocellata Davis, Gentili-Poole & Mitter, 2008
- Cossula Bailey, 1882
- Magulacra Davis, Gentili-Poole & Mitter, 2008
- Simplicivalva Davis, Gentili-Poole & Mitter, 2008
- Spinulata Davis, Gentili-Poole & Mitter, 2008

Подсемейство Hypoptinae
- Acousmaticus Butler, 1882
- Givira Walker, 1856
- Hypopta Hübner, 1820
- Inguromorpha H.Edwards, 1888
- Langsdorfia Hübner, [1821]

Подсемейство Metarbelinae (Metarbelidae)
- Aethiopina Gaede, 1929
- Arbelodes Karsch, 1896
- Encaumaptera Hampson, 1893
- Indarbela Fletcher, 1922
- Lebedodes Holland, 1893
- Lukeniana Lehmann, Zahiri & Husemann, 2023[8]
- Marshalliana Aurivillius, 1901
- Melisomimas Jordan, 1907
- Metarbela Holland, 1893
- Metarbelodes Strand, 1909
- Paralebedella Strand, 1923
- Saalmulleria Mabille, 1891
- Salagena Walker, 1865
- Squamicapilla Schultze, 1908
- Squamura Heylaerts, 1890
- Stenagra Hampson, 1920
- Subarchaeopacha Dufrane, 1945
- Teragra Walker, 1855
- Zambezia Lehmann, Zahiri & Husemann, 2023

Подсемейство Ratardinae
Подсемейство Zeuzerinae
- Azygophleps Hampson, [1893]
- Endoxyla Herrich-Schäffer, 1854
  - Endoxyla leucomochla
- Eulophonotus Felder, 1874
- Hamilcara Barnes & McDunnough, 1910
- Morpheis Hübner, 1820
- Phragmacossia Schawerda, 1924
- Phragmataecia
- Psychonoctua Grote, 1865
- Trismelasmos Schoorl, 1990
- Sansara R.V. Yakovlev, 2004
- Xyleutes Hübner, 1820
- Zeuzera Latreille, 1804

Incertae sedis
- Achthina
- Acritocera
- Acyttara
- Adelopsyche
- Allocryptobia
- Allostylus
- Anastomophleps
- Arctiocossus
- Austrocossus
- Brevicyttara
- Breyeriana
- Callocossus
- Carohamilia
- Catoxophylla
- Charmoses
- Coryphodema
- Cossodes
- Costria
- Cryptoholcocerus
- Degia
- Dimorphoctena Clench, 1957
- Dolecta
- Eremocossus
- Eugivira
- Franzdanielia
- Givarbela Clench, 1957
- Gurnetia
- Hemilipia
- Holcocerus
- Isocossus
- Lentagena
- Macrocossus
- Meharia: Meharia hackeri
- Mekla
- Neostygia
- Nomima
- Oreocossus
- Paracossus
- Pecticossus
- Philanglaus
- Philiodoron Clench, 1958
- Phragmatoecioides
- Plyustchiella
- Pseudurgis
- Psychidarbela
- Psychidocossus
- Psychogena
- Ptilomacra
- Puseyia
- Ravigia
- Rethona
- Rhizocossus Clench, 1958
- Schausiania
- Sinicossus Clench, 1959
- Streltzoviella
- Stygioides
- Sympycnodes
- Synaptophleps
- Theatrista
- Trigonocyttara
- Westia
- Xyleutites
- Zeuzeropecten
- Zeuzerops
- Zyganisus
- Yakudza